# Mauria killipii
Mauria killipii là một loài thực vật thuộc họ Anacardiaceae. Đây là loài đặc hữu của Peru.